# Кадзанд
Кадзанд (нід. Cadzand) — село в нідерландській провінції Зеландія. Входить до муніципалітету Сльойс.
Його площа становить 14,95 км², а населення станом на 2021 рік складало 735 осіб.
До 1970 року мало статус окремого муніципалітету.

## Галерея

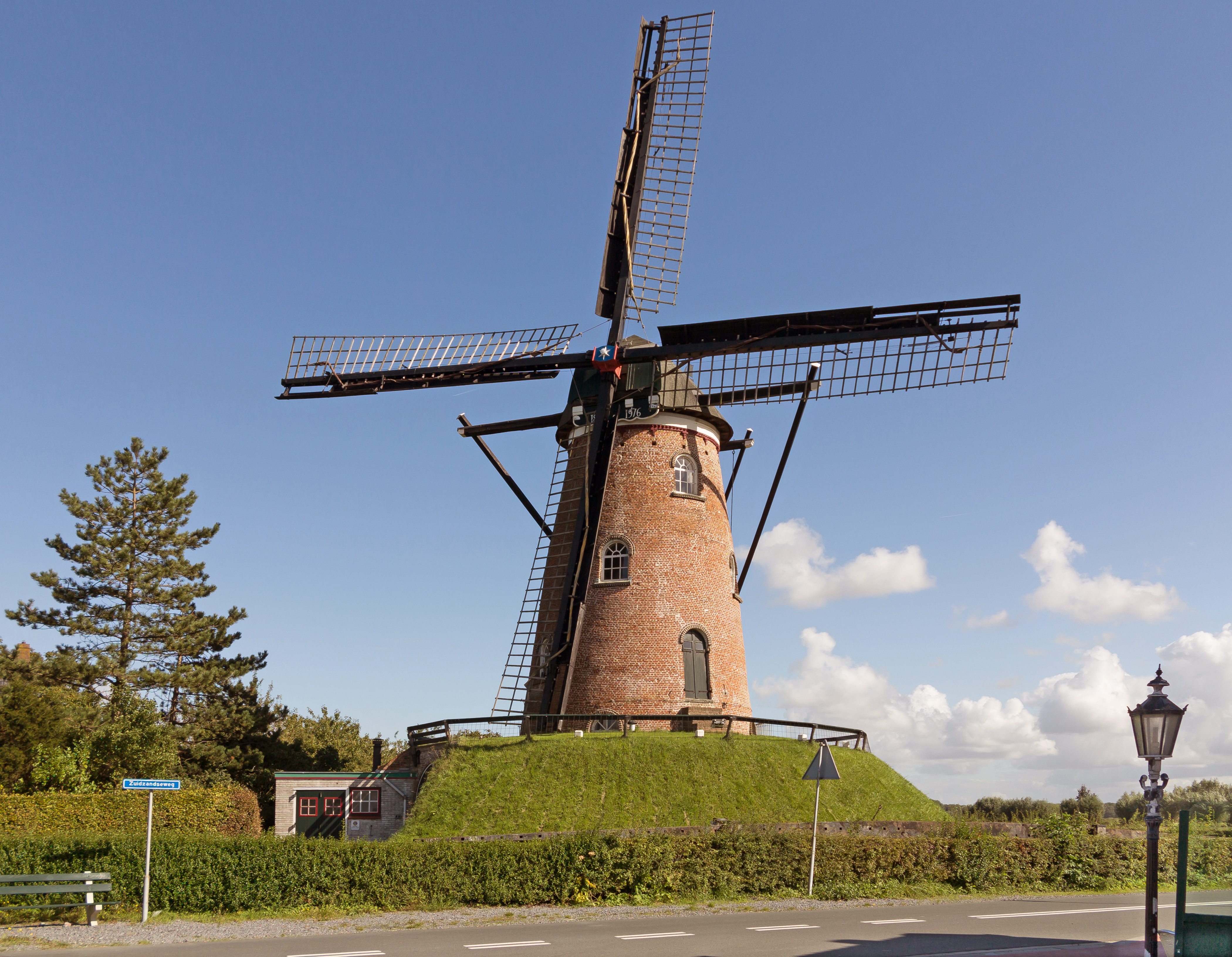
Вітряк Nooit Gedacht
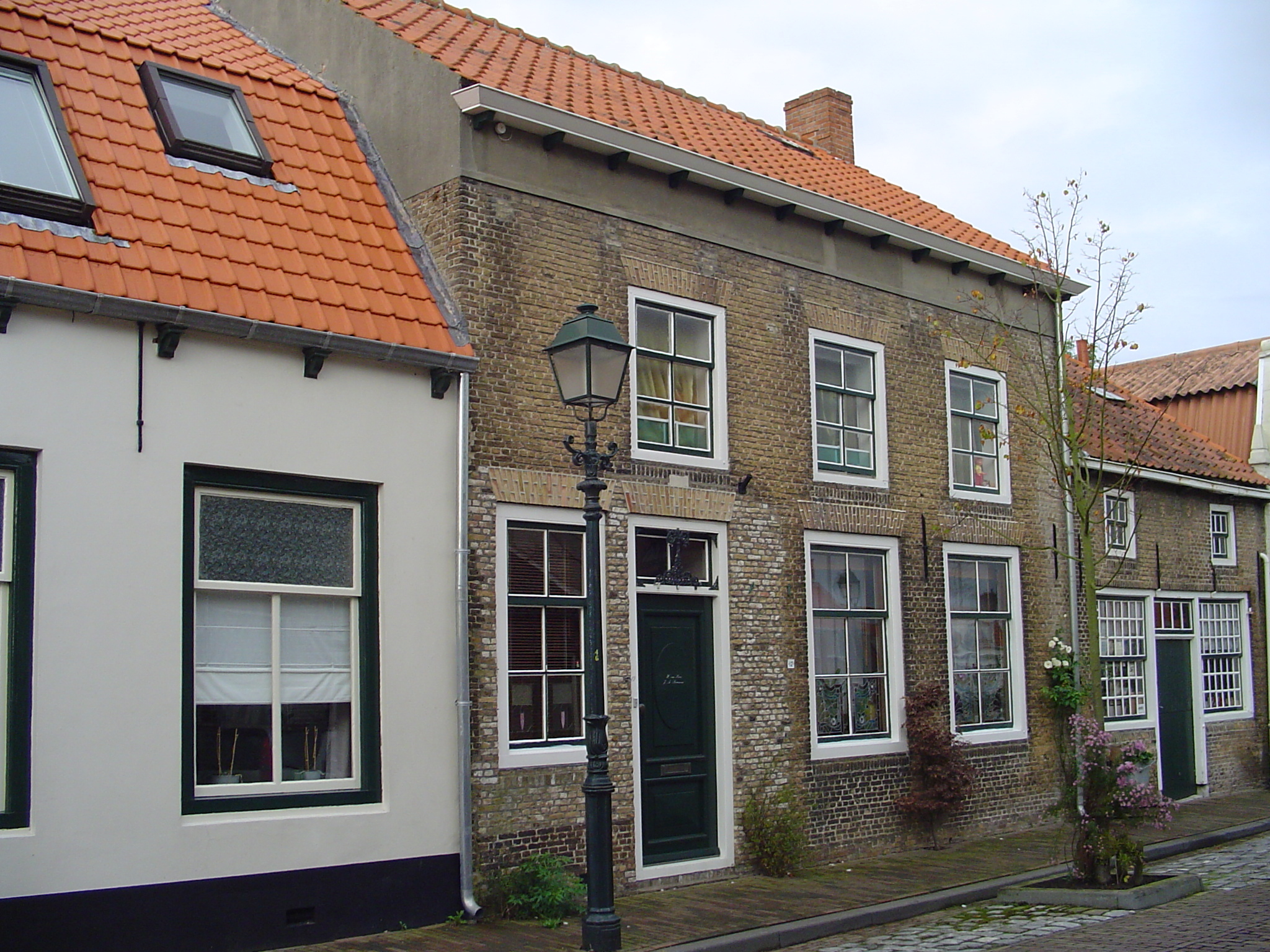
Будинок у Кадзанді
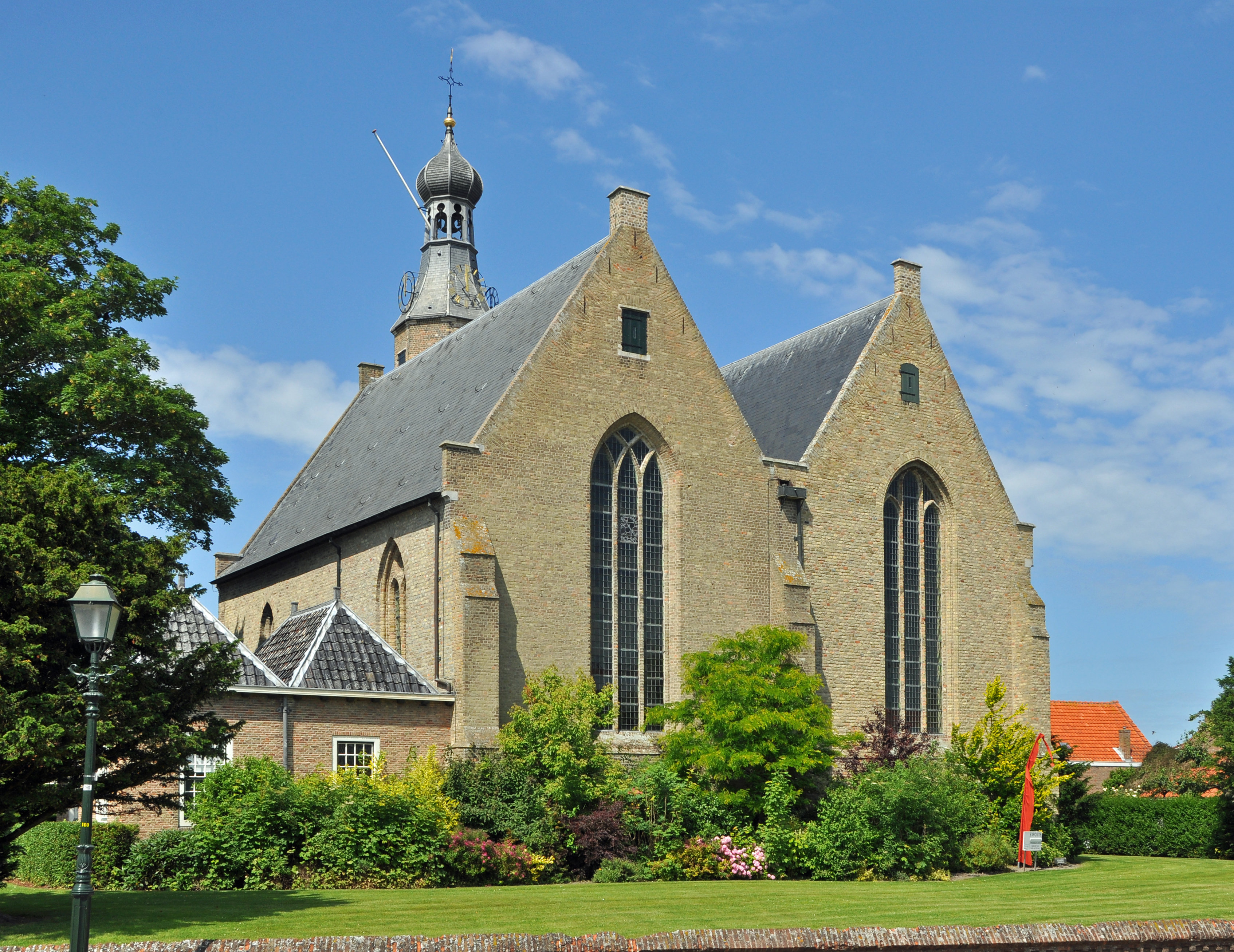
Церква у селі
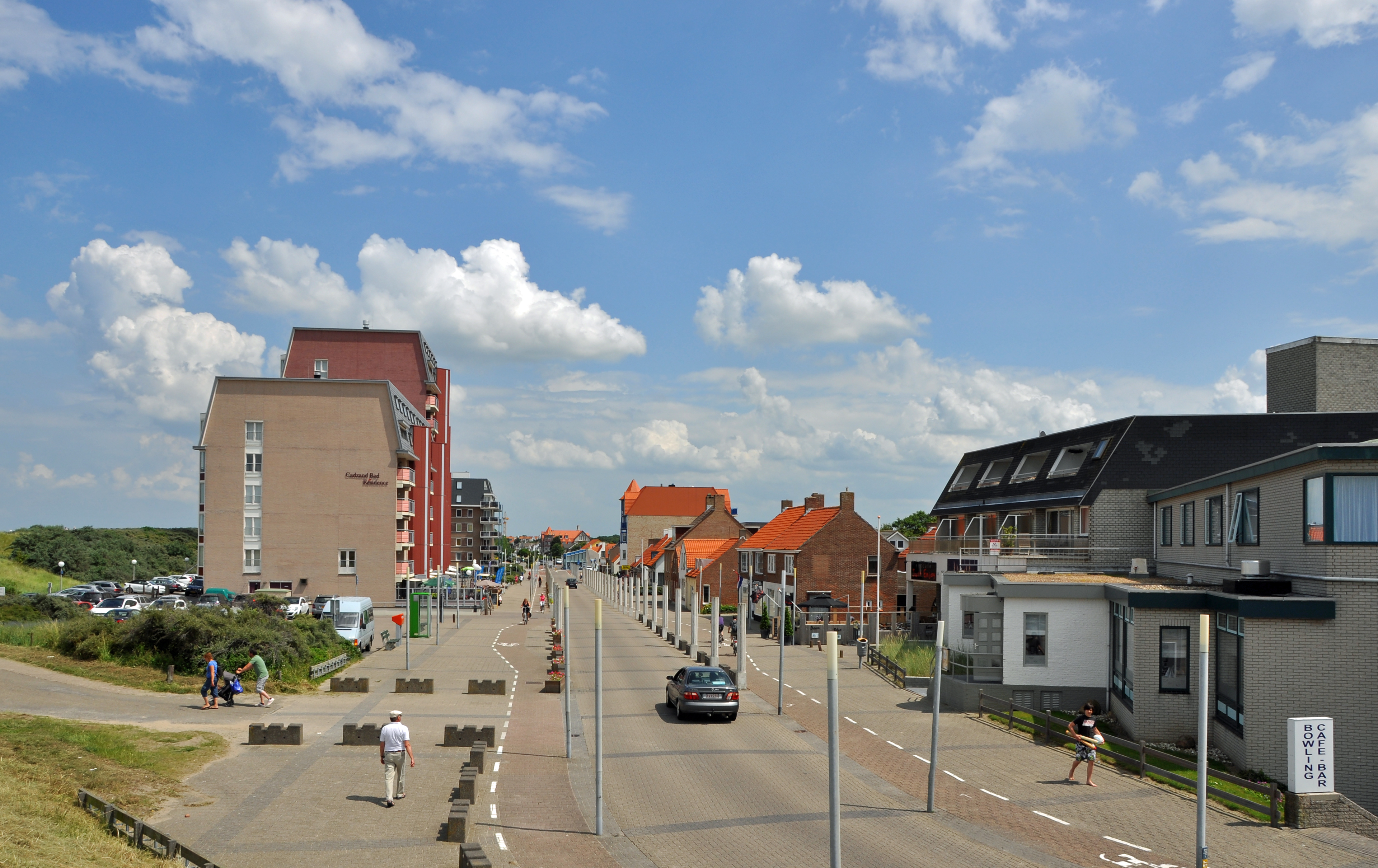
Сільська вулиця